# Nunkirche mit Rochusfeld
Koordinaten: 49° 56′ 10″ N, 7° 31′ 10″ O

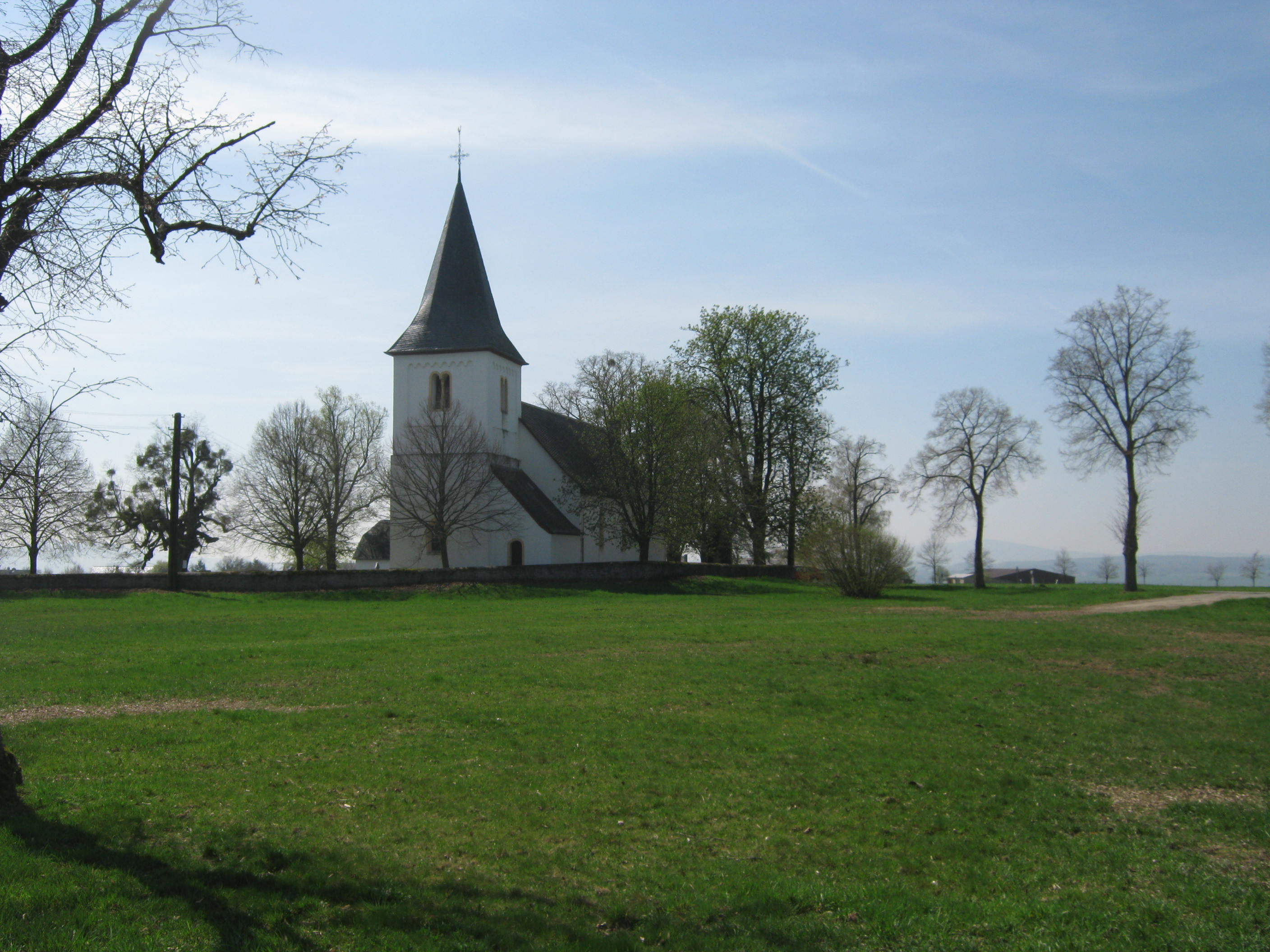
Naturschutzgebiet Nunkirche mit Rochusfeld

Das Naturschutzgebiet Nunkirche mit Rochusfeld liegt im Rhein-Hunsrück-Kreis in Rheinland-Pfalz. Das etwa vier ha große Gebiet, das im Jahr 1984 unter Naturschutz gestellt wurde, erstreckt sich nördlich der Ortsgemeinde Sargenroth. Am östlichen Rand des Gebietes verläuft die Landesstraße L 162. Das Gebiet umfasst den Friedhof der Nunkirche mit altem Baumbestand und das Rochusfeld mit seltenen, in ihrem Bestand bedrohten wildwachsenden Pflanzen und Pflanzengesellschaften.